# Anne Clough

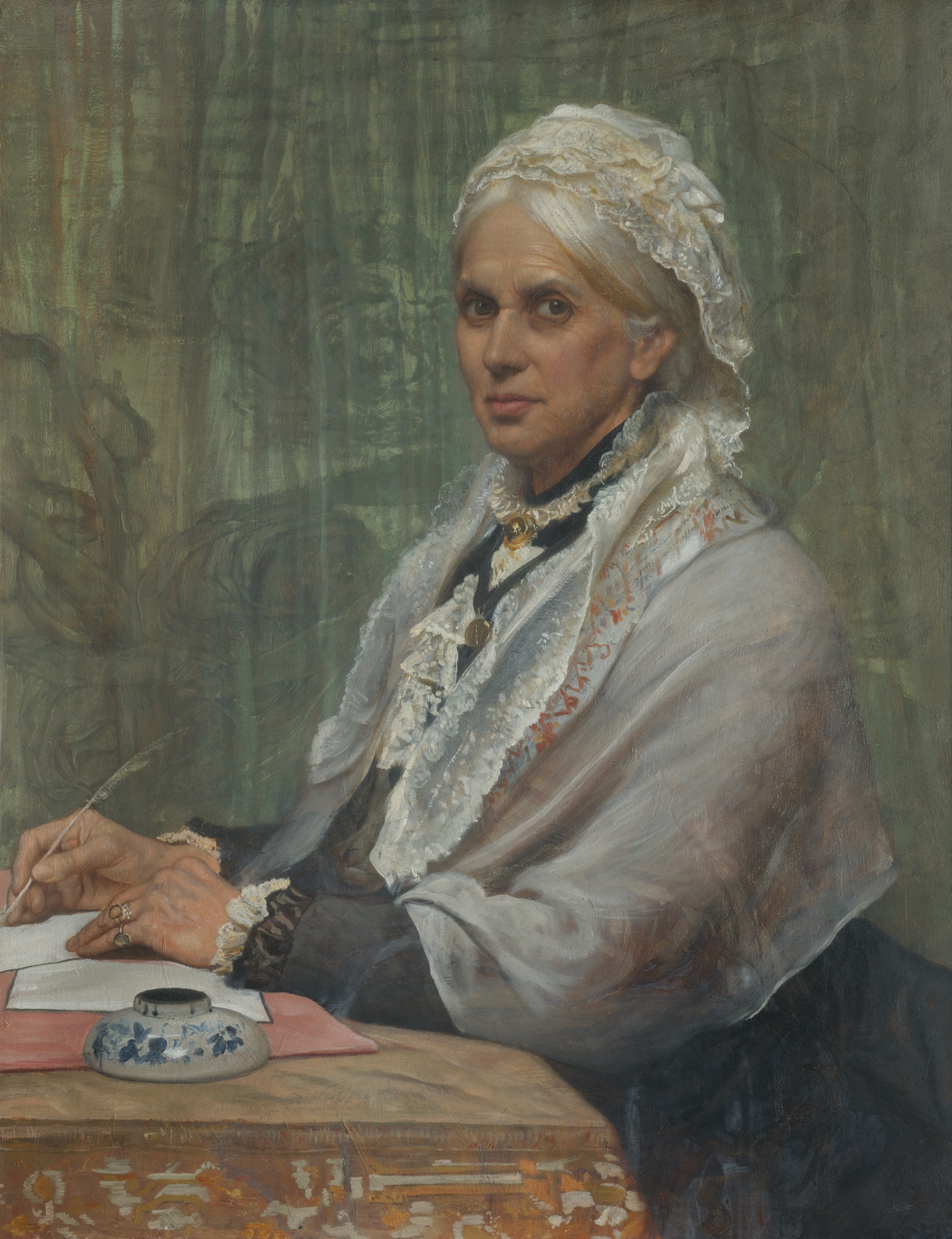
Anne Jemima Clough

Anne Jemima Clough (* 20. Januar 1820 in Liverpool; † 27. Februar 1892 in Cambridge) war eine britische Suffragette und Kämpferin für höhere Bildungsmöglichkeiten für Frauen. Sie war die erste Principal des Newnham Colleges.

## Leben
Clough wurde 1820 in Liverpool als Tochter des Waliser Baumwollhändlers James Butler Clough und seiner Frau Anne Perfekt geboren. Sie hatte drei Brüder und einer war der Dichter Arthur Hugh Clough, der mit Blanche Smith, einer Cousine von Florence Nightingale, verheiratet war. 1822 wanderte die Familie nach Charleston, South Carolina aus. Die älteren Brüder gingen im entsprechenden Alter zurück nach England, um dort die Schule zu besuchen, und auch Anne Clough reiste mit ihrer Mutter alle paar Jahre nach England, um den Sommer mit Verwandten zu verbringen und auch um die Brüder zu sehen. In ihrer Zeit in Charleston erfuhr sie einiges über die Sklaverei und lernte zumeist zuhause, da sie die öffentlichen Schulen nicht besuchen durfte. Nach 14 Jahren kehrte die Familie 1836 nach Liverpool zurück und Anne Clough reiste nie wieder zurück in die Vereinigten Staaten.
Nach ihrer Rückkehr nach England begann sie an der Welsh National School, die ihr Vater mitgegründet hatte, als Lehrerin zu arbeiten. Zudem arbeitete sie als Lehrerin einer Sonntagsschule und unterrichtete ältere Mädchen privat zuhause. Gleichzeitig studierte sie selbst noch zuhause, oft unter Anleitung ihres Bruders Arthur Hugh Clough, der inzwischen am Balliol College studierte. Nachdem die Geschäfte des Vaters im Jahr 1841 schlecht gingen, eröffnete Anne Clough eine kleine Schule, um Geld zu verdienen und um mitzuhelfen, die Schulden der Familie abzutragen. Ihr Bruder George starb 1843 in Charleston an Gelbfieber, wo er als Kompagnon des Vaters die Geschäfte in Amerika lenkte. Dies war ein weiterer Rückschlag, da er  sich als derjenige erwiesen hatte, der als einziger der Familie als Geschäftsmann erfolgreich war. Ihr Vater kehrte 1844 krank aus Charlston zurück und starb wenig später ebenfalls. Anne Clough lebte anschließend gemeinsam mit ihrer Mutter zurückgezogen in Liverpool. Unterstützt wurden sie durch Arthur. Ihre eigene kleine Schule schloss Anne im Jahr 1846, arbeitete jedoch weiter für die Welsh National School und die Sonntagsschule.
Nach Ambleside zog Anne Clough mit ihrer Mutter im Jahr 1852. Zuvor hatte sie in London an der Borough Road und der Home and Colonial school gearbeitet, unterstützt durch ihren Bruder Arthur. In Ambleside eröffnete sie erneut eine kleine Schule und unterrichtete dort etwa 20 Schülerinnen mit weiteren Lehrerinnen. Ihre Mutter starb im Jahr 1860 in Ambleside. Im Herbst 1861 erkrankte ihr Bruder Arthur ernsthaft. Er reiste mit seiner Frau nach Italien, dort starb er am 13. November. Drei Tage zuvor erreichte Anne Clough die Familie. Sie kehrte nach England zurück, übergab ihre Schule in Ambleside in gute Hände und zog zu ihrer verwitweten Schwägerin, um sich um die Ausbildung der Kinder zu kümmern. Sie reiste viel, lebte im Haus des Eltern ihrer Schwägerin oder im Haus der Familie in London und lernte in dieser Zeit viele Menschen kennen. Sie freundete sich mit Emily Davies, Barbara Bodichon, Frances Buss und weiteren an.
Anne Clough war neben Josephine Butler an der Gründung des North of England Council for Promoting the Higher Education of Women beteiligt und von 1867 bis 1870 Schriftführerin sowie von 1873 bis 1874 Präsidentin des Rates. Dies führte zur Einführung von lokalen Vorlesungen durch die Universitäten. Seit 1869 gab es Prüfungen für Frauen und 1870 schlug Henry Sidgwick vor, dass es in Cambridge auch Vorlesungen geben sollte, um den Studentinnen zu helfen. Frauen kamen nun über weite Entfernungen, um an den Vorlesungen teilzunehmen. Daraus ergab sich der Wunsch, ein Haus für die Unterbringung der Studentinnen an der Universität Cambridge zu eröffnen, und Anne Clough wurde die erste Principal dieses Colleges, des heutigen Newnham Colleges.
In einem Haus in der Regent Street in Cambridge startete sie im Oktober 1871 mit fünf Studentinnen; zu Ostern im Jahr 1872 waren es bereits acht. Etwas später im Jahr zog sie mit den Studentinnen in ein Haus namens Merton Hall, doch da die Anzahl der Studentinnen weiter stieg, musste ein neues Haus gefunden werden. Newnham Hall, das alte Gebäude des heutigen Newnham Colleges, wurde für eine Summe von £10.000 errichtet, die durch Freunde der Frauenbildung aufgebracht wurde. Eröffnet wurde das Gebäude im Jahr 1875. Doch schnell musste weiter vergrößert werden und das Newnham College wurde im Jahr 1880 unter Anne Clough als erste Principal gegründet.
Sie wurde am Ende ihres Lebens von ihrer Nichte Blanche Athena Clough, die sich Florence Nightingale angeschlossen hatte, und ihrer Freundin Edith Sharpley betreut. Beide waren anwesend, als sie am 27. Februar 1892 in Cambridge starb.

## Ehrungen

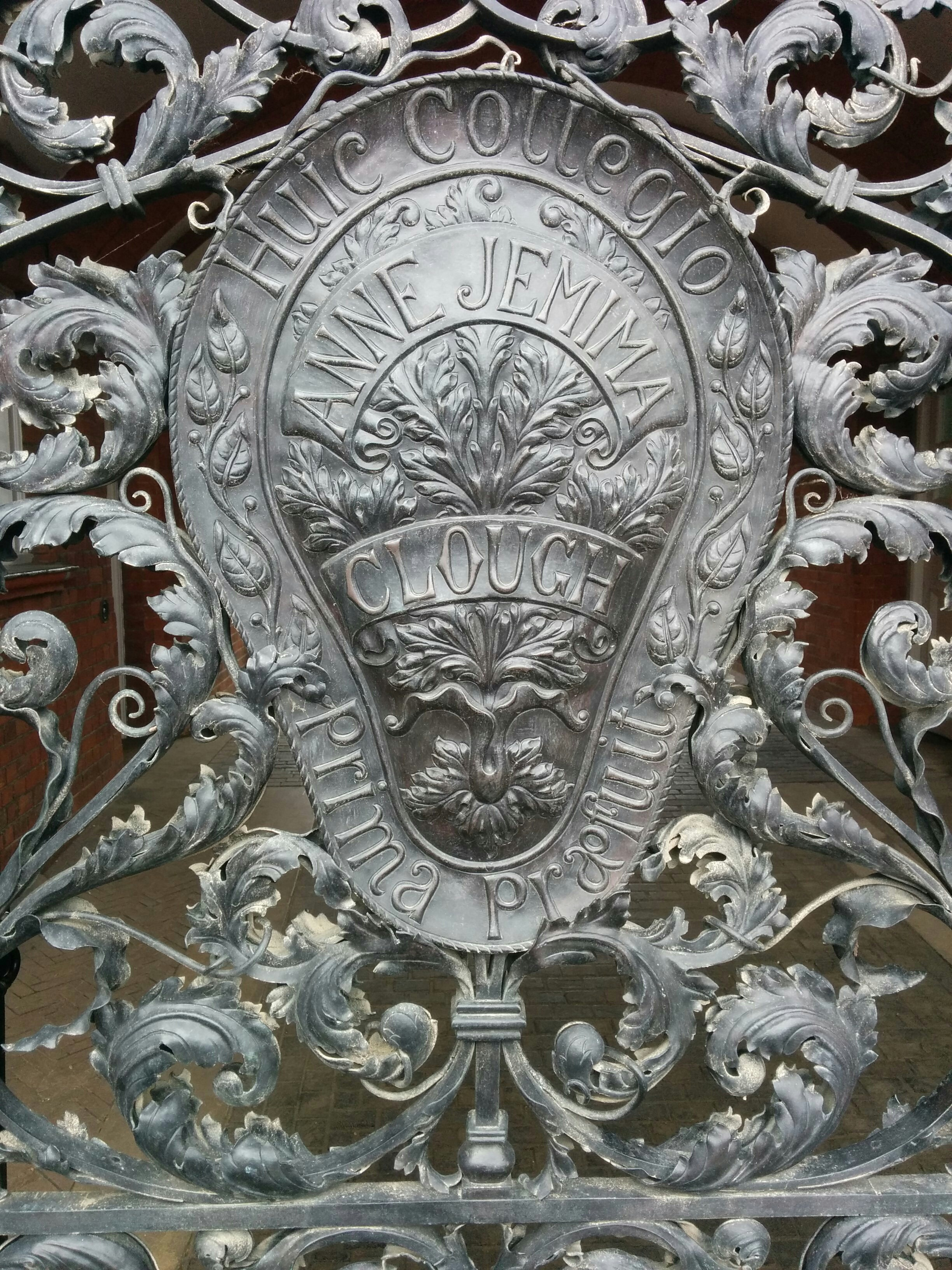
Detail des Memorial gates

Zwei Porträts von Anne Clough hängen im Newnham College, eines von Sir William Blake Richmond, das andere von James Jebusa Shannon.
Die Edge Hill University hat ein Wohnheim namens Clough zu Ehren ihres Beitrags zur Hochschulbildung und der Geschichte der Bildung in Lancashire benannt.
Judy Chicago widmete Anne Clough eine Inschrift auf den dreieckigen Bodenfliesen des Heritage Floor ihrer Installation The Dinner Party. Die mit dem Namen Anne Clough beschrifteten Porzellanfliesen sind dem Platz mit dem Gedeck für Emily Dickinson zugeordnet.